# Philodromus
Philodromus és un gènere d'aranyes araneomorfes de la família dels filodròmids (Philodromidae). Fou descrit per primera vegada l'any 1826 per Charles Athanase Walckenaer. Són aranyes clarament aplanades.
Les més de 200 espècie descrites estan distribuïdes per tota la zona holàrtica, amb poques espècies ocupant les regions de més al sud. Alguna espècie es troba Austràlia. Només una espècie (P. traviatus) és present a Amèrica del Sud. Hi ha unes 40 espècies a Europa.

## Taxonomia
Segons el World Spider Catalog amb data de desembre de 2018, Philodromus té reconegudes 216 espècies:
- Philodromus albicans  O. Pickard-Cambridge, 1897
- Philodromus albidus  Kulczyński, 1911
- Philodromus albofrenatus  Simon, 1907
- Philodromus albolimbatus  Thorell, 1895
- Philodromus alboniger  Caporiacco, 1949
- Philodromus aliensis  Hu, 2001
- Philodromus anomalus  Gertsch, 1934
- Philodromus archettii  Caporiacco, 1941
- Philodromus arizonensis  Dondale & Redner, 1969
- Philodromus aryy  Marusik, 1991
- Philodromus ashae  Gajbe & Gajbe, 1999
- Philodromus assamensis  Tikader, 1962
- Philodromus aureolus  (Clerck, 1757)
- Philodromus auricomus  L. Koch, 1878
- Philodromus austerus  (L. Koch, 1876)
- Philodromus azcursor  Logunov & Huseynov, 2008
- Philodromus barmani  Tikader, 1980
- Philodromus barrowsi  Gertsch, 1934
- Philodromus betrabatai  Tikader, 1966
- Philodromus bhagirathai  Tikader, 1966
- Philodromus bicornutus  Schmidt & Krause, 1995
- Philodromus bigibbosus  Caporiacco, 1941
- Philodromus bigibbus  (O. Pickard-Cambridge, 1876)
- Philodromus bilineatus  Bryant, 1933
- Philodromus bimuricatus  Dondale & Redner, 1968
- Philodromus blanckei  (Wunderlich, 1995)
- Philodromus bonneti  Karol, 1968
- Philodromus borana  Caporiacco, 1939
- Philodromus bosmansi  Muster & Thaler, 2004
- Philodromus brachycephalus  Lawrence, 1952
- Philodromus breviductus  Dondale & Redner, 1969
- Philodromus browningi  Lawrence, 1952
- Philodromus bucaensis  (Logunov & Kunt, 2010)
- Philodromus buchari  Kubcová, 2004
- Philodromus buxi  Simon, 1884
- Philodromus caffer  Strand, 1907
- Philodromus calidus  Lucas, 1846
- Philodromus californicus  Keyserling, 1884
- Philodromus cammarus  Rossi, 1846
- Philodromus caporiaccoi  Roewer, 1951
- Philodromus casseli  Simon, 1899
- Philodromus catagraphus  Simon, 1870
- Philodromus cavatus  Dondale & Redner, 1969
- Philodromus cayanus  Taczanowski, 1872
- Philodromus cespitum  (Walckenaer, 1802)
- Philodromus chambaensis  Tikader, 1980
- Philodromus chamisis  Schick, 1965
- Philodromus cinereus  O. Pickard-Cambridge, 1876
- Philodromus coachellae  Schick, 1965
- Philodromus collinus  C. L. Koch, 1835
- Philodromus corradii  Caporiacco, 1941
- Philodromus cubanus  Dondale & Redner, 1968
- Philodromus cufrae  Caporiacco, 1936
- Philodromus daoxianen  Yin, Peng & Kim, 1999
- Philodromus decoratus  Tikader, 1962
- Philodromus denisi  Levy, 1977
- Philodromus devhutai  Tikader, 1966
- Philodromus diablae  Schick, 1965
- Philodromus digitatus  Yang, Zhu & Song, 2005
- Philodromus dilatatus  Caporiacco, 1940
- Philodromus dilutus  Thorell, 1875
- Philodromus dispar  Walckenaer, 1826
- Philodromus distans  Dondale & Redner, 1968
- Philodromus domesticus  Tikader, 1962
- Philodromus droseroides  Schick, 1965
- Philodromus dubius  Caporiacco, 1933
- Philodromus durvei  Tikader, 1980
- Philodromus emarginatus  (Schrank, 1803)
- Philodromus epigynatus  Strand, 1909
- Philodromus erythrops  Caporiacco, 1933
- Philodromus exilis  Banks, 1892
- Philodromus femurostriatus  Muster, 2009
- Philodromus floridensis  Banks, 1904
- Philodromus foucauldi  Denis, 1954
- Philodromus frontosus  Simon, 1897
- Philodromus fuscolimbatus  Lucas, 1846
- Philodromus fuscomarginatus  (De Geer, 1778)
- Philodromus gertschi  Schick, 1965
- Philodromus grazianii  Caporiacco, 1933
- Philodromus grosi  Lessert, 1943
- Philodromus guineensis  Millot, 1942
- Philodromus gyirongensis  Hu, 2001
- Philodromus hadzii  Šilhavý, 1944
- Philodromus harrietae  Dondale & Redner, 1969
- Philodromus hiulcus  (Pavesi, 1883)
- Philodromus humilis  Kroneberg, 1875
- Philodromus imbecillus  Keyserling, 1880
- Philodromus immaculatus  Denis, 1955
- Philodromus infectus  Dondale & Redner, 1969
- Philodromus infuscatus  Keyserling, 1880
- Philodromus insperatus  Schick, 1965
- Philodromus insulanus  Kulczyński, 1905
- Philodromus jabalpurensis  Gajbe & Gajbe, 1999
- Philodromus jimredneri  Jiménez, 1989
- Philodromus johani  Muster, 2009
- Philodromus josemitensis  Gertsch, 1934
- Philodromus juvencus  Kulczyński, 1895
- Philodromus kalliaensis  Levy, 1977
- Philodromus kendrabatai  Tikader, 1966
- Philodromus ketani  Gajbe, 2005
- Philodromus keyserlingi  Marx, 1890
- Philodromus kianganensis  Barrion & Litsinger, 1995
- Philodromus kraepelini  Simon, 1905
- Philodromus krausi  Muster & Thaler, 2004
- Philodromus laricium  Simon, 1875
- Philodromus lasaensis  Yin, Peng, Bao & Kim, 2000
- Philodromus laticeps  Keyserling, 1880
- Philodromus latrophagus  Levy, 1999
- Philodromus legae  Caporiacco, 1941
- Philodromus lhasana  Hu, 2001
- Philodromus lividus  Simon, 1875
- Philodromus longiductus  Dondale & Redner, 1969
- Philodromus longipalpis  Simon, 1870
- Philodromus lugens  (O. Pickard-Cambridge, 1876)
- Philodromus lunatus  Muster & Thaler, 2004
- Philodromus luteovirescens  Urquhart, 1893
- Philodromus lutulentus  Gertsch, 1934
- Philodromus maculatovittatus  Strand, 1906
- Philodromus maestrii  Caporiacco, 1941
- Philodromus maghrebi  Muster, 2009
- Philodromus maliniae  Tikader, 1966
- Philodromus manikae  Tikader, 1971
- Philodromus margaritatus  (Clerck, 1757)
- Philodromus marginellus  Banks, 1901
- Philodromus marmoratus  Kulczyński, 1891
- Philodromus marusiki  (Logunov, 1997)
- Philodromus marxi  Keyserling, 1884
- Philodromus mediocris  Gertsch, 1934
- Philodromus melanostomus  Thorell, 1895
- Philodromus mexicanus  Dondale & Redner, 1969
- Philodromus mineri  Gertsch, 1933
- Philodromus minutus  Banks, 1892
- Philodromus mississippianus  Dondale & Redner, 1969
- Philodromus mohiniae  Tikader, 1966
- Philodromus molarius  L. Koch, 1879
- Philodromus monitae  Muster & Van Keer, 2010
- Philodromus montanus  Bryant, 1933
- Philodromus morsus  Karsch, 1884
- Philodromus multispinus  Caporiacco, 1933
- Philodromus nigrostriatipes  Bösenberg & Strand, 1906
- Philodromus niveus  Vinson, 1863
- Philodromus oneida  Levi, 1951
- Philodromus orarius  Schick, 1965
- Philodromus orientalis  Schenkel, 1963
- Philodromus otjimbumbe  Lawrence, 1927
- Philodromus pali  Gajbe & Gajbe, 2001
- Philodromus panganii  Caporiacco, 1947
- Philodromus parietalis  Simon, 1875
- Philodromus partitus  Lessert, 1919
- Philodromus pawani  Gajbe, 2005
- Philodromus pelagonus  Šilhavý, 1944
- Philodromus peninsulanus  Gertsch, 1934
- Philodromus pentheri  Muster, 2009
- Philodromus pericu  Jiménez, 1989
- Philodromus pernix  Blackwall, 1846
- Philodromus pesbovis  Caporiacco, 1949
- Philodromus pinetorum  Muster, 2009
- Philodromus pinyonelis  Schick, 1965
- Philodromus placidus  Banks, 1892
- Philodromus planus  (L. Koch, 1875)
- Philodromus poecilus  (Thorell, 1872)
- Philodromus populicola  Denis, 1958
- Philodromus praedatus  O. Pickard-Cambridge, 1871
- Philodromus praelustris  Keyserling, 1880
- Philodromus pratariae  (Scheffer, 1904)
- Philodromus pratarioides  Dondale & Redner, 1969
- Philodromus problematicus  Strand, 1906
- Philodromus probolus  Dondale & Redner, 1969
- Philodromus psaronius  Dondale & Redner, 1968
- Philodromus pseudanomalus  Dondale & Redner, 1969
- Philodromus pseudoexilis  Paik, 1979
- Philodromus punctatissimus  Roewer, 1962
- Philodromus punctisternus  Caporiacco, 1940
- Philodromus pygmaeus  Levy, 1977
- Philodromus quercicola  Schick, 1965
- Philodromus rajani  Gajbe, 2005
- Philodromus renarius  Urita & Song, 1987
- Philodromus rodecki  Gertsch & Jellison, 1939
- Philodromus roseus  Kishida, 1914
- Philodromus rufus  Walckenaer, 1826
- Philodromus sanjeevi  Gajbe, 2004
- Philodromus satullus  Keyserling, 1880
- Philodromus schicki  Dondale & Redner, 1968
- Philodromus separatus  Dondale & Redner, 1969
- Philodromus shaochui  Yin, Peng, Bao & Kim, 2000
- Philodromus shillongensis  Tikader, 1962
- Philodromus silvestrii  Caporiacco, 1940
- Philodromus simillimus  Denis, 1962
- Philodromus speciosus  Gertsch, 1934
- Philodromus spectabilis  Keyserling, 1880
- Philodromus spinitarsis  Simon, 1895
- Philodromus sticticus  Lucas, 1858
- Philodromus subaureolus  Bösenberg & Strand, 1906
- Philodromus tabupumensis  Petrunkevitch, 1914
- Philodromus thanatellus  Strand, 1909
- Philodromus tiwarii  Basu, 1973
- Philodromus tortus  Dondale & Redner, 1969
- Philodromus traviatus  Banks, 1929
- Philodromus undarum  Barnes, 1953
- Philodromus utotchkini  Marusik, 1991
- Philodromus v-notatus  Caporiacco, 1947
- Philodromus vagulus  Simon, 1875
- Philodromus validus  (Gertsch, 1933)
- Philodromus venustus  O. Pickard-Cambridge, 1876
- Philodromus verityi  Schick, 1965
- Philodromus victor  Lessert, 1943
- Philodromus vinokurovi  Marusik, 1991
- Philodromus vulgaris  (Hentz, 1847)
- Philodromus vulpio  Simon, 1910

## Galeria
- Philodromus margaritatus

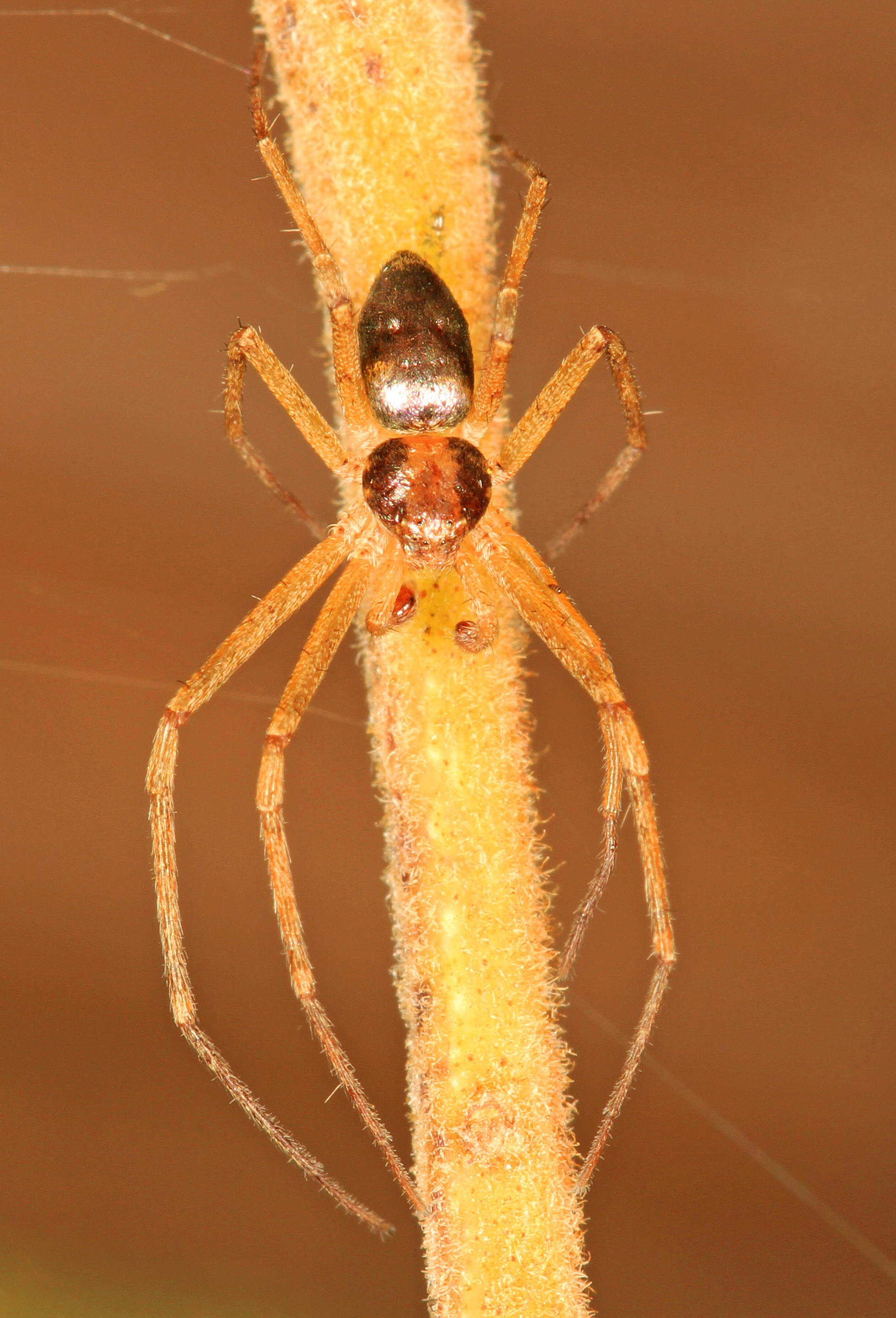
Male metallic crab spider (Philodromus marxi)